# Spock's Beard
Spock's Beard és un grup de rock progressiu format el 1992 a Los Angeles pels germans Neal i Alan Morse. En Neal tocava teclats i n'era el cantant, a part de ser el compositor principal fins a la seva sortida de la banda l'any 2002 per empendre la seva carrera en solitari. L'Alan toca la guitarra elèctrica. Els dos germans es van ajuntar amb Nick D'Virgilio (bateria) i Dave Meros (baix) i van editar el 1995 el seu àlbum de debut, The Light. El quartet va afegir més tard al veterà teclista Ryo Okumoto. En Neal Morse va deixar la banda el 2002, i D'Virgilio va passar a ser el cantant fins a la seva sortida el 2011. La banda està actualment formada per Alan Morse, Dave Meros, Ryo Okumoto, el bateria Jimmy Keegan (que havia girat amb la banda des del 2002 omplint el buit de D'Virgilio) i el cantant Ted Leonard.
L'estil de música que fa la banda és rock progressiu amb inclinacions de música pop, amb molta influència de Yes o Genesis. La banda també és coneguda per les seves harmonies vocals (similars a les d'algunes cançons de Gentle Giant) i per l'ús del contrapunt en temes com "Gibberish", "Thoughts (Parts I and II)", "A Guy Named Sid Pt.5: Sid's Boy Choir", "Devil's Got My Throat", o "Afterthoughts."

## Història
A l'Alan Morse se li va ocórrer el nom de la banda després d'una festa una mica salvatge, on li va comentar a son germà Neal, "és com si estiguéssim en un univers alternatiu, com aquell episodi de Star Trek on Spock tenia barba ("Mirror, Mirror", capítol 10 de la Segona Temporada). No seria un bon nom per a una banda? Spock's Beard." Aleshores, quan va ser hora d'escollir nom per al grup, l'Alan va fer una llista amb més de 100 noms i va posar Spock's Beard al final per fer la broma, i la banda el va escollir.
El 2002, la banda edita el molt aclamat doble CD conceptual Snow, que explica la història que explica la història d'un psíquic albí que adquireixi un seguiment messiànic, que espiritualment cau i perd el sentit de la seva vocació, i que després és rescatat amb una nova oportunitat de viure en harmonia. Molts seguidors i crítics van notar un paral·lelisme entre aquesta història i la conversió del mateix Neal Morse al cristianisme.
Després de Snow, Neal Morse deixa la banda i comença la seva carrera en solitari. El bateria Nick D'Virgilio pren el paper de cantant i compositor, en un moviment que recorda quan Phil Collins, bateria de Genesis, va passar a substituir a Peter Gabriel. El primer disc sense Neal Morse, Feel Euphoria, és un pèl més dur i té un so més experimental en comparació de quan Neal Morse liderava la banda, recolzant-se molt més en la guitarra d'Alan Morse.
Després d'un llarg procés de composició i gravació, l'any 2005 Spock's Beard edita el seu segon disc sense Neal Morse, Octane. Molts fan hi van veure un retorn a un so molt més brillant i èpic, en comparació del disc anterior.
El novè disc en estudi va aparèixer el 2006, i es va anomenar simplement Spock's Beard.
El 2007 van editar un DVD i un CD (amb el mateix material) gravat en directe als Països Baixos el 2007.
El 2009, la banda anuncia que ja tenen preparat nou material, i que editarien el disc de forma independent, en comptes de fer-ho en un segell discogràfic. En una aproximació al que portava fent Marillion, Spock's Beard decideixen acceptar pre-orders pel seu CD abans d'entrar a l'estudi de gravació per tal de fer front a les despeses de producció. El grup traurà una edició especial de 5.000 còpies per aquells que hagin fet el pre-order, i un mes més tard s'editarà de forma normal. El disc es dirà X, i apareixerà el 2010.
El 2011, la banda actua al festival 'Sweden Rocks' al Juny i al festival 'High Voltage' de Londres al Juliol, amb Ted Leonard (Enchant) fent les veus de Nick. Al 'High Voltage' van comptar amb la presència del mateix Neal Morse, que es va reunir amb la banda al final de la interpretació de "The Light" i de "June." Concert Live va gravar l'actuació. Al Novembre d'aquell any, Nick D'Virgilio anuncia la seva marxa de la banda per motius personals i altres compromisos.
Ja al Novembre del mateix 2011, s'anuncia a la web oficial de la banda que el cantant d'Enchant, en Ted Leonard, i el bateria que els acompanya en directe, Jimmy Keegan, passen a esdevenir els nous cantant i bateria respectivament.
A l'Abril del 2013 la banda, incloent ja a Leonard i Keegan, editen el seu 11è àlbum en estudi, Brief Nocturnes and Dreamless Sleep. En aquesta ocasió utilitzen la plataforma de crowdsourcing Indiegogo per finançar el CD.

## Membres
Actuals
- Alan Morse - guitarra, veus (1992-present)
- Nick D'Virgilio - bateria (1992–2011, 2017–present), cantant, guitarra, teclats (2002–2011)
- Dave Meros - baix, veus (1992-present), teclats (2011-present)
- Ryo Okumoto - teclats, veus (1996-present)
- Ted Leonard - cantant, guitarra (2011-present; en directe: 2011)

Anteriors
- Jimmy Keegan - bateria, veus (2011-2016; en directe: 2002-2011)
- Neal Morse - cantant, teclats, guitarra (1992–2002), co-compositor de cançons (2010-present)

Col·laboradors
- Stan Ausmus - co-compositor de cançons (2003-present)
- John Boegehold - co-compositor de cançons (2003-present)

## Discografia

### En estudi
- The Light (1995)
- Beware of Darkness (1996)
- The Kindness of Strangers (1998)
- Day for Night (1999)
- V (2000)
- Snow (2002)
- Feel Euphoria (2003)
- Octane (2005)
- Spock's Beard (2006)
- X (2010)
- Brief Nocturnes and Dreamless Sleep (2013)